# Candour
Le Candour est une rivière du sud de la France sous-affluent du Tarn et de la Garonne.

## Géographie
De 19,1 km de longueur, il prend sa source sur la commune de Mirandol-Bourgnounac, dans le Tarn et se jette dans le Viaur en rive gauche sur la commune de Saint-Christophe.

## Principaux affluents
- Ruisseau des Maurors, 3,5 km
- Ruisseau de Moulinel, 4,1 km

## Départements et villes traversées
- Aveyron : Saint-André-de-Najac
- Tarn : Laparrouquial, Trévien, Le Ségur, Monestiés, Mirandol-Bourgnounac, Saint-Martin-Laguépie, Montirat, Saint-Christophe.